# Mindenki
1978. pojavio se album Locomotiv GT pod nazivom Mindenki (Svatko).

## Pjesme na albumu
1. Mindenféle emberek (Svakovrsni ljudi) (Gábor Presser – Dusán Sztevanovity) – 5:11
2. Nézd, az őrült (Gle luđaka) (Gábor Presser – Dusán Sztevanovity) – 5:45
3. Baba-rock (Beba rock) (Tamás Somló) – 5:01
4. Mi lesz velem? (Što će biti sa mnom?) (Gábor Presser) – 3:42
5. Hirdetés (Oglas) (Gábor Presser – Dusán Sztevanovity) – 6:22
6. A téma (Tema) (János Karácsony – Dusán Sztevanovity) – 4:37
7. Az utolsó szerelmes dal (Posljednja zaljubljena pjesma) (János Karácsony – Ferenc Demjén) – 3:40
8. Nem adom fel (Ne predajem se) (Gábor Presser – Dusán Sztevanovity) – 4:17

## Suradnici
- János Karácsony – vokal, električna i akustična gitara, Moog sintisajzer, udaraljke
- Gábor Presser – vokal, Yamaha klavir i električni klavir, ARP AXXE, clavinet, udaraljke
- János Solti – bubanj, udaraljke
- Tamás Somló – vokal, bas-gitara, saksofon, udaraljke
- Dusán Sztevanovity – tekstovi pjesama

### Produkcija
- György Kovács – ton-majstor
- Géza Pintér – tehničar zvuka
- László Farkas – tehničar zvuka
- Péter Péterdi – glazbeni urednik
- László Alapfy – fotografije
- András Alapfy – grafika

## Vanjske poveznice
- Informacije na službenoj stranici LGT-a  Arhivirana inačica izvorne stranice od 25. listopada 2004. (Wayback Machine)
- Informacije na Hungarotonovoj stranici  Arhivirana inačica izvorne stranice od 22. studenoga 2005. (Wayback Machine)